# Gábor Szalai
Pour les articles homonymes, voir Szalai.
Dans le nom hongrois Szalai Gábor, le nom de famille précède le prénom, mais cet article utilise l’ordre habituel en français Gábor Szalai, où le prénom précède le nom.
Gábor Szalai, né le 9 juin 2000 à Kecskemét en Hongrie, est un footballeur hongrois qui évolue au poste de défenseur central au Ferencváros TC.

## Biographie

### En club
Né à Kecskemét en Hongrie, Gábor Szalai est formé par le club local du Kecskeméti TE. Il joue son premier match en professionnel avec ce club, le 28 octobre 2020, lors d'une rencontre de coupe de Hongrie contre le Kisvárda FC. Il est titularisé et son équipe s'incline par un but à zéro.
Szalai participe à la remontée du club en première division, le Kecskeméti TE terminant deuxième du championnat à l'issue de la saison 2021-2022 et retrouvant ainsi l'élite du football hongrois sept ans après l'avoir quittée.
Le 8 avril 2023, il inscrit son premier but en première division hongroise contre le Puskás Akadémia FC. Il contribue ainsi à la victoire de son équipe (0-3 score final),. Lors de cette saison 2022-2023, il participe au surprenant parcours de son club, le promu parvenant à se classer deuxième du championnat à l'issue de cet exercice.
Le 7 janvier 2024, Gábor Szalai rejoint la Suisse afin de s'engager avec le FC Lausanne-Sport. Il signe un contrat courant jusqu'en juin 2028.
Gábor Szalai quitte le FC Lausanne-Sport seulement quelques mois après son arrivée afin de s'engager le 31 août 2024 en faveur du champion hongrois, le Ferencváros TC.

### En sélection
Le 23 mai 2023, Gábor Szalai est convoqué pour la première fois avec l'équipe nationale de Hongrie par le sélectionneur Marco Rossi, pour des matchs comptant pour les éliminatoires de l'Euro 2024,. Il ne joue toutefois aucun match lors de ce rassemblement.
Il est de nouveau appelé en août 2023. 